# Aura (paranormale)

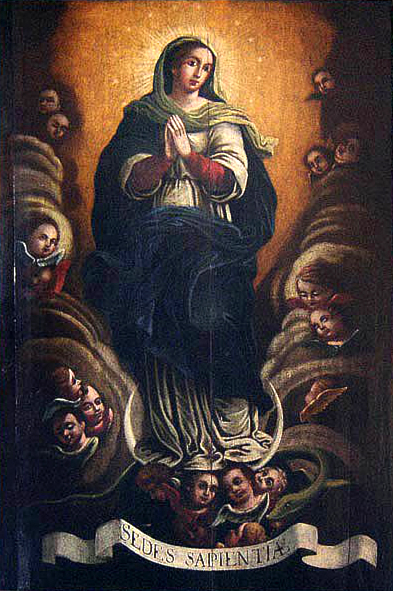
Dipinto della Madonna circondata da un alone di luce

L'aura (in greco antico: αὔρα?, aýra, "soffio") in parapsicologia sarebbe un alone luminoso, una sorta di sottile campo di radiazione luminosa, invisibile alla normale percezione, che circonderebbe gli esseri umani; alcuni occultisti riferiscono di essere in grado di vederla ma nessuno strumento scientifico ne ha mai registrato la reale presenza. La percezione del fenomeno degli aloni o della luminosità intorno a persone od oggetti è spiegabile in base a naturali effetti ottici come immagini residue, effetti di contrasto con lo sfondo, effetti di riflessione e rifrazione, o psicologici dovuti all'immaginazione.

## Storia

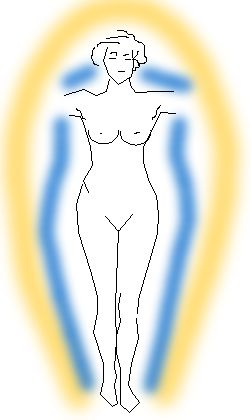
L'aura umana raffigurata dal medico Walter John Kilner nel The Human Atmosphere (1911)

Già nell'antichità diverse culture hanno lasciato raffigurazioni dei corpi umani avvolti da emanazioni luminose; dall'aspetto di questi ultimi sarebbe stato possibile capire persino un eventuale stato di malattia del corpo. La nozione dell'aura, o di un involucro energetico avvolgente il corpo umano, compare già nelle descrizioni dei Veda, nel Libro di Dzyan, o nei geroglifici egiziani. Sin dall'antichità essa rappresentava «una luminosità, o simbolica oppure reale, presente attorno al capo o al corpo di uomini illustri, come santi e capi carismatici». Anche nei dipinti di epoca cristiana, ad esempio di Tiziano o Raffaello, si nota spesso un alone luminoso intorno ai personaggi dotati di sacralità.
Per gli occultisti si tratterebbe di un'"emanazione luminosa" che solo alcuni individui sensitivi sarebbero in grado di percepire. Charles Webster Leadbeater la descrive come «una nube a forma d'uovo di nebbia diafana». Joseph Jastrow sostiene in proposito che «tutti gli oggetti esalano dalla loro periferia una sorta di vapore o nube». Secondo il Manuale Rosacrociano, questa sorta di spirito, la cui essenza corrisponde al Mercurio degli alchimisti, ossia alla materia prima, «quando viene sottoposta a certe condizioni, si raccoglie in punti focali molto piccoli di carica elettrica», cioè negli elettroni; in tal modo avrebbe luogo la materia per come la vediamo.
Nell'Europa moderna Johann Georg Gichtel, filosofo, teologo e mistico tedesco, descrisse i presunti centri energetici dell'aura, noti nella scrittura sanscrita indiana come chakra, nella sua Theosophia Practica del 1696. Nell'Ottocento, alcuni studi sul presunto fenomeno furono condotti dal barone austriaco Carl Von Reichenbach, teorizzatore della forza Odica, e in seguito dalla comunità teosofica fondata da Helena Petrovna Blavatsky.
Agli inizi del Novecento, Charles Webster Leadbeater intese divulgare al grande pubblico la descrizione dell'aura col suo libro L'uomo visibile e l'uomo invisibile, mentre Rudolf Steiner accoglieva l'indagine sull'aura nella sua medicina antroposofica.

## Ipotesi

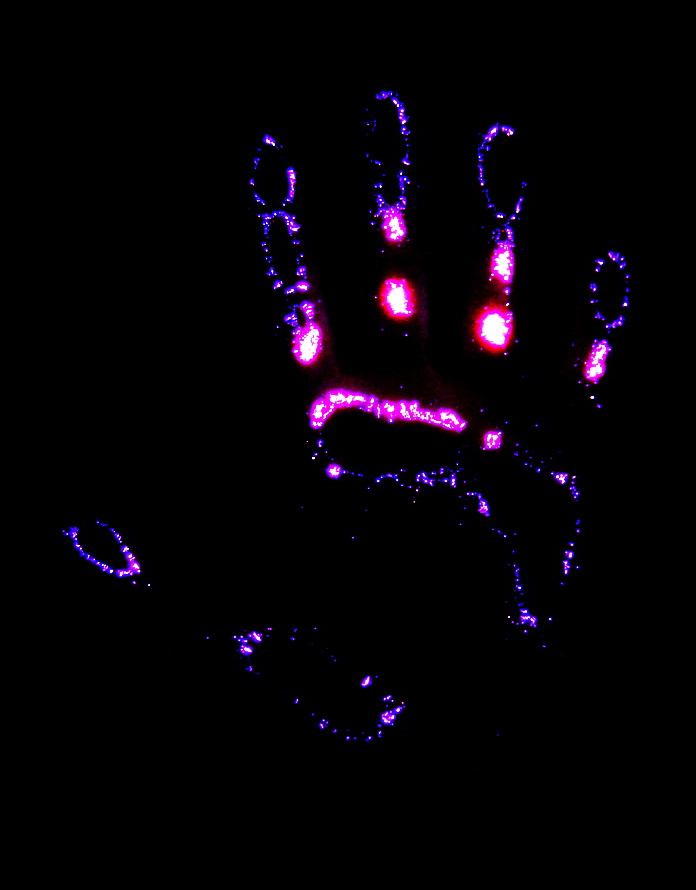
Aura Kirlian di una mano

Per spiegare tali visioni, tra le cause naturali proposte in ambito parapsicologico, ma scientificamente indimostrabili, potrebbe esservi un'emissione di onde elettromagnetiche d'una lunghezza d'onda troppo lunga per essere elaborate dai coni della retina ma sensibili invece ai bastoncelli, responsabili della visione laterale; questi ultimi, quando si assume una particolare posizione, ad esempio con il capo roteato e gli occhi socchiusi, sarebbero in grado di recepire tali onde; in tal modo, infatti, interverrebbe nella visione soltanto la parte periferica della retina.
Trattandosi di onde, queste dovrebbero essere percepibili anche da apparecchiature tecniche, in particolare mediante strumenti di tipo termografico, in grado di eseguire foto a colori delle radiazioni di calore presenti sul corpo umano, ma non percepibili ad occhio nudo a causa della loro lunghezza d'onda.
In proposito, hanno raggiunto una certa notorietà le presunte fotografie dell'aura scattate con un procedimento fotografico noto come «effetto Kirlian», dal nome dei coniugi loro ideatori, da cui anche il nome di aura Kirlian. Secondo la ricerca scientifica, questo tipo di fotografia non ritrarrebbe in realtà l'aura, ma semplicemente l'effetto corona o normali effetti fisici quali l'umidità, il calore o generici fenomeni elettromagnetici tipicamente presenti in tutti i corpi, anche in quelli inanimati.
Gli stessi coniugi Kirlian tracciarono la mappa dei punti del corpo umano che secondo loro avrebbero emanato questa luce e ritennero, in un secondo tempo, di individuare corrispondenze con i punti fondamentali per l'agopuntura. Un'analoga corrispondenza è stata oggetto di studio del naturopata Peter Mandel.

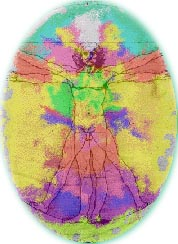
Raffigurazione dell'uovo aurico composto da diversi colori, cioè da diverse frequenze vibratorie

Secondo alcune teorie psudoscientifiche, l'aura sarebbe il riflesso dei pensieri e degli atteggiamenti di una persona, e pertanto ne rifletterebbe anche le eventuali disarmonie e comportamenti errati, che poi potrebbero dare luogo a patologie. Il legame tra psiche e malattia era noto del resto già nelle epoche pre-moderne, presso le quali il medico era anche sacerdote. La disarmonia tra l'anima, intesa come la forma o il modello che la personalità è chiamata a realizzare, e la psiche,  si esprime come una frattura del campo sottile che può andare da un semplice assottigliamento a una sorta di buco dell'aura, spesso di colore scuro. Attraverso i buchi dell'aura si determinano fuoriuscite di energia che vengono generalmente vissute come spossatezza e svuotamento. Sempre in base a queste teorie prive di fondamento scientifico, per porre rimedio a queste patologie, vengono proposte medicine alternative come l'agopuntura, la cura dei colori della medicina tradizionale cinese e finanche l'omeopatia e i fiori di Bach.